# Val Nossana - Cima di Grem
Val Nossana - Cima di Grem este o arie protejată (arie specială de conservare — SAC, sit de importanță comunitară — SCI) din Italia întinsă pe o suprafață de 3.369 ha, integral pe uscat.

## Localizare
Centrul sitului Val Nossana - Cima di Grem este situat la coordonatele 45°54′03″N 9°51′49″E / 45.900833°N 9.863611°E.

## Înființare
Situl Val Nossana - Cima di Grem a fost declarat sit de importanță comunitară în iunie 1995 pentru a proteja 1 specie de plante și 54 de specii de animale. Situl a fost protejat și ca arie specială de conservare în aprilie 2014.

## Biodiversitate
Situată în ecoregiunea alpină, aria protejată conține 10 habitate naturale: Păduri de fag Asperulo-Fagetum, Pajiști alpine și boreale, Pante stâncoase calcaroase cu vegetație casmofită, Fânețe montane, Pajiști alpine și subalpine calcaroase, Tufărișuri cu Pinus mugo și Rhododendron hirsutum (Mugo-Rhododendretum hirsuti), Păduri acidofile de Picea de la nivel montan la nivel alpin (Vaccinio-Piceetea), Pajiști uscate seminaturale și facies de acoperire cu tufișuri pe substraturi calcaroase (Festuco-Brometalia) (* situri importante pentru orhidee), Păduri ilirice de Fagus sylvatica (Aremonio-Fagion), Grohotișuri calcaroase și de șisturi calcaroase de la nivelul montan până la nivelul alpin (Thlaspietea rotundifolii).
La baza desemnării sitului se află mai multe specii protejate:
- plante (1): Linaria tonzigii
- păsări (50): inărița (Acanthis flammea), uliu păsărar (Accipiter nisus), minunița (Aegolius funereus), ciocârlie-de-câmp (Alauda arvensis), potârnichea de stâncă (Alectoris graeca saxatilis), fâsă de pădure (Anthus spinoletta), fâsă de pădure (Anthus trivialis), acvilă de munte (Aquila chrysaetos), cocoșul de mesteacăn (Bonasa bonasia), buha (Bubo bubo), șorecarul comun (Buteo buteo), cojoaica de pădure (Certhia familiaris), mierla de apă (Cinclus cinclus), erete vânăt (Circus cyaneus), corb (Corvus corax), ciocănitoare pestriță mare (Dendrocopos major), ciocănitoare neagră (Dryocopus martius), presură de munte (Emberiza cia), presură galbenă (Emberiza citrinella), șoim călător (Falco peregrinus), vânturel roșu (Falco tinnunculus), sfrâncioc roșiatic (Lanius collurio), câneparul (Linaria cannabina), pițigoi moțat (Lophophanes cristatus), Lyrurus tetrix tetrix, gaia neagră (Milvus migrans), mierlă de piatră (Monticola saxatilis), pietrar sur (Oenanthe oenanthe), viespar (Pernis apivorus), codroșul de pădure (Phoenicurus phoenicurus), pitulice de munte (Phylloscopus bonelli), pitulice sfârâitoare (Phylloscopus sibilatrix), ciocănitoarea verde (Picus viridis), pițigoi de munte (Poecile montanus), Prunella collaris, brumăriță de pădure (Prunella modularis), Ptyonoprogne rupestris, stăncuță alpină (Pyrrhocorax graculus), mărăcinar (Saxicola rubetra), sitar de pădure (Scolopax rusticola), scatiu (Spinus spinus), huhurez mic (Strix aluco), silvie de zăvoi (Sylvia borin), silvie-mică (Sylvia curruca), silvie porumbacă (Sylvia nisoria),  cocoș de munte (Tetrao urogallus), fluturașul de stâncă (Tichodroma muraria), sturz (Turdus pilaris), mierlă gulerată (Turdus torquatus), sturzul de vâsc (Turdus viscivorus)
- amfibieni (2): izvoraș-cu-burta-galbenă (Bombina variegata), Triturus carnifex
- mamifere (2): lupul (Canis lupus), urs brun (Ursus arctos)

Pe lângă speciile protejate, pe teritoriul sitului au mai fost identificate 43 de specii de plante, 2 specii de amfibieni, 3 specii de mamifere, 82 de specii de nevertebrate, 5 specii de reptile.